# Umwelteinfluss
Als Umwelteinfluss werden in der Biologie, Ökologie und Psychologie alle Einflüsse bezeichnet, die auf einen lebenden Organismus in Form von Umgebungseinflüssen einwirken.

## Allgemeines
Lebende Organismen sind Menschen, Tiere und Pflanzen. Deren unversehrtes Leben hängt vor allem von den auf sie einwirkenden Einflüssen der Umwelt ab, denen sie ausgesetzt sind. Als Einflüsse kommen biotische und abiotische Einflussfaktoren in Frage. Biotische Umweltfaktoren sind Umweltfaktoren, an denen Lebewesen erkennbar beteiligt sind. Dagegen stammen abiotische Umweltfaktoren aus der unbelebten Natur (wie Erdatmosphäre, Klima, Licht oder Strahlung).

## Biologie
In der Biologie wird auch vom Umweltfaktor gesprochen. Wenn beispielsweise der Löwenzahn in einer Gebirgslandschaft, etwa aufgrund des geringeren Sauerstoff-Anteils, ein viel kleineres Pflanzenwachstum erreicht als im Normalfall auf nur wenig mehr als Meereshöhe. Dieser Umwelteinfluss macht sich auch durch Baumgrenzen bemerkbar. Im Tierreich erreicht beispielsweise ein Karpfen in einer Umgebung mit reichhaltigem Nahrungsangebot mehr als vier Mal die Körpergröße eines Karpfens mit geringem Nahrungsangebot. Steigt allgemein die Wassertemperatur als Umwelteinfluss auf die Fische, beginnt im Extremfall das Fischsterben.

## Ökologie
Für die Ökologie und Humanökologie stehen Umwelteinflüsse im Vordergrund des fachlichen Interesses. Die Ökologie besteht aus den Teildisziplinen Autökologie, Demökologie und Synökologie. Während die Autökologie die Umwelteinflüsse auf die Individuen einer Art untersucht, analysiert die Demökologie Umwelteinflüsse auf ganze Populationen einer bestimmten Tier- und Pflanzenart. Die Synökologie beschäftigt sich mit Interdependenzen der Organismen einer Lebensgemeinschaft untereinander sowie zwischen diesen und der Umwelt. Zu Krankheiten tragen im Regelfall erbliche Veranlagungen und Umwelteinflüsse bei.

## Psychologie
Für die Persönlichkeitsentwicklung haben die Umwelteinflüsse in der Psychologie oft entscheidendes Gewicht. Sie untersucht unter anderem die genetischen und Umwelteinflüsse auf die Persönlichkeitsentwicklung. Dabei ging die klassische Sozialisationsforschung davon aus, dass vor allem Einflüsse aus der Familie (soziale Schicht, Erziehung, Familienklima und Bildung) von Kindern übernommen werden.

## Entscheidungstheorie
In der Betriebswirtschaftslehre und Entscheidungstheorie wird weniger von Umwelteinflüssen als vielmehr vom Umweltzustand gesprochen. Hierunter versteht man alle innerbetrieblichen und vor allem außerbetrieblichen Faktoren, die sich auf unternehmerische Entscheidungen (Aktionsparameter) auswirken können und durch den Entscheidungsträger entweder nur mittelbar (Reaktionsparameter) oder gar nicht (Datenparameter) beeinflusst werden können. Betriebliche Umweltzustände sind in diesem Sinne das Verhalten der Konkurrenz, Nachfrager oder des Staates (etwa in Form von Gesetzen). 
Im Hinblick auf die Kenntnis eines Entscheidungsträgers über tatsächlich vorliegende Umweltzustände unterscheidet die Entscheidungstheorie zwischen Entscheidung unter Sicherheit (alle Umweltzustände sind bekannt), Entscheidung unter Unsicherheit (tatsächliche Umweltzustände sind nicht bekannt; es ist jedoch eine Wahrscheinlichkeitsverteilung über die möglicherweise eintretenden Umweltzustände bekannt), Entscheidung unter Ungewissheit (der tatsächlich eintretende Umweltzustand ist nicht bekannt; eine Wahrscheinlichkeitsverteilung über die möglicherweise eintretenden Umweltzustände ist unbekannt) und Entscheidung unter Risiko (den möglichen Umweltzuständen können bestimmte Eintrittswahrscheinlichkeiten zugeordnet werden).